# Черкаський цукрово-рафінадний завод
Черка́ський цукрово-рафінадний завод — промислове підприємство, збудоване 1854 року на околицях міста Черкаси біля хутора Кривалівка за кошти Тульсько-Черкаського акціонерного товариства. Завод був найбільшим підприємством у місті як за кількістю робітників, так і за коефіцієнтом випуску продукції, та одним із 4 подібних у всьому СРСР. Працювало підприємство на чехословацькому обладнанні. Завод був закритий 1998 року через нерентабельність.

## Історія
На початку XX століття на заводі працювали 622 робітники, які щороку виробляли до 1,5 мільйона пудів (24,5 тисячі тонн) цукру. На території заводу діяли:
- облаштовані допоміжні цехи
- ремонтні майстерні
- гуртожиток
- їдальня для робітників
- згодом були споруджені робітничий клуб, лікарня та інші господарські об'єкти.

Також на території заводу відкрили професійне училище, у якому займались підготовкою кадрів на підприємство. Значну частку робітників складали безземельні селяни, які з розквітом промисловості перебрались в місто. На підприємстві діяла 12-годинна робоча зміна. Варто відмітити також, що на заводі працювали не лише українці — 1886 року на завод прийняли 112 білорусів на термін 10 місяців, з оплатою 7 рублів на місяць.
Умови роботи на заводі були незадовільними, що не могло не потягнути за собою робітничі страйки. У квітні 1887 року страйкарів спробувала розігнати поліція. Згодом такі сутички відбувались періодично — історичні джерела вказують на 2 (15) листопада 1901 року, 1905 і 1906 рік. На мітингу 25 червня 1906 року на території заводу зібралося близько 2 тисяч осіб заслухати виступ депутата Державної думи, колишнього працівника Черкаського цукро-рафінадного заводу, уродженця Сміли Вирового Захарія Івановича, про роботу парламенту та революційні події в імперії. Перелякана такими подіями адміністрація заводу вимушена була оголосити локаут (тимчасову зупинку).
Поновив роботу завод лише у серпні 1912 року, проте у зв'язку із революційним хаосом невдовзі знову був закритий. З 1916 року вулицю, що з кінця XIX століття називали Сінною, оскільки вона виходила на Сінну площу, перейменували на Рафінадну. В період громадянської війни завод не працював. У травні 1924 року тут велись ремонтні роботи. Відновив він свою діяльність вже за часів радянської влади, а саме 2 листопада 1924 року. За сезон 1924—1925 років було вироблено 2,5 мільйона пудів (41 тисяча тон) цукру. Наприкінці 1928 року на перехресті з бульваром Шевченка був збудований Палац культури підприємства, за ним утворили спортивне містечко, заклали парк відпочинку. Протягом двох кварталів вулицю покрили бруківкою. 1937 року ККД заводу зріс — випуск продукції збільшився у 4,5 рази у порівнянні із випуском на початку століття.
В серпні 1941 року, під час Другої світової війни, на вулиці Рафінадній був організований збірний пункт 38-ї армії. Свою повоєнну продукцію завод випустив у вересні 1951 року. Протягом 1970-1980-их років вулиця Рафінадна була відбудована і реконструйована. До святкування 700-ї річниці Черкас відбулась реконструкція Палацу культури, побудовано Палац спорту з трьома спорткомплексами та стадіон на 5 тисяч місць, критий плавальний басейн. 1971 року вулицю Рафінадну перейменували на вулицю Добровольського, названу на честь загиблого радянського космонавта. Завод продовжував працювати до 1998 року, після чого його закрили через нерентабельність.

## Галерея

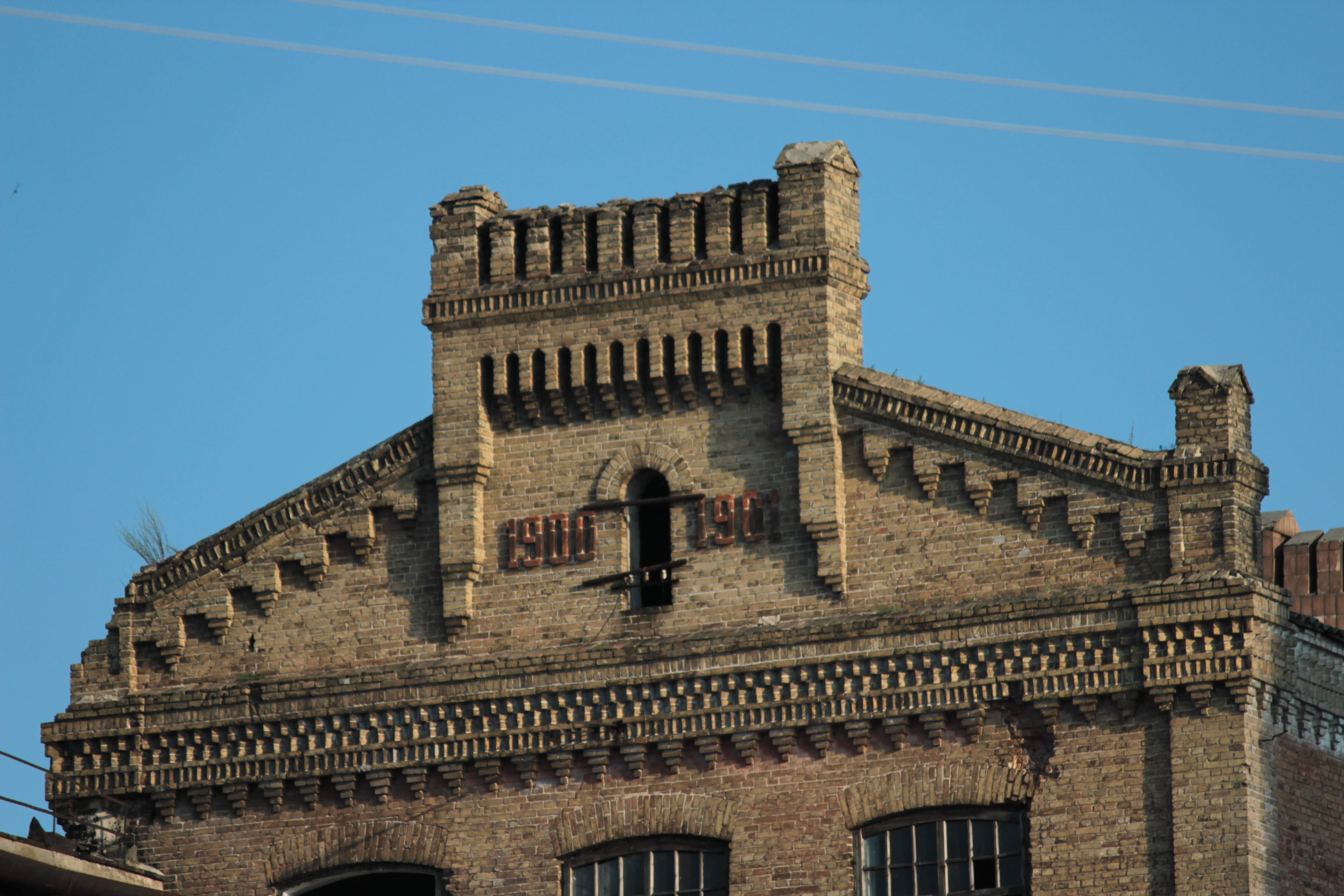
Фасад 1900-1901 років
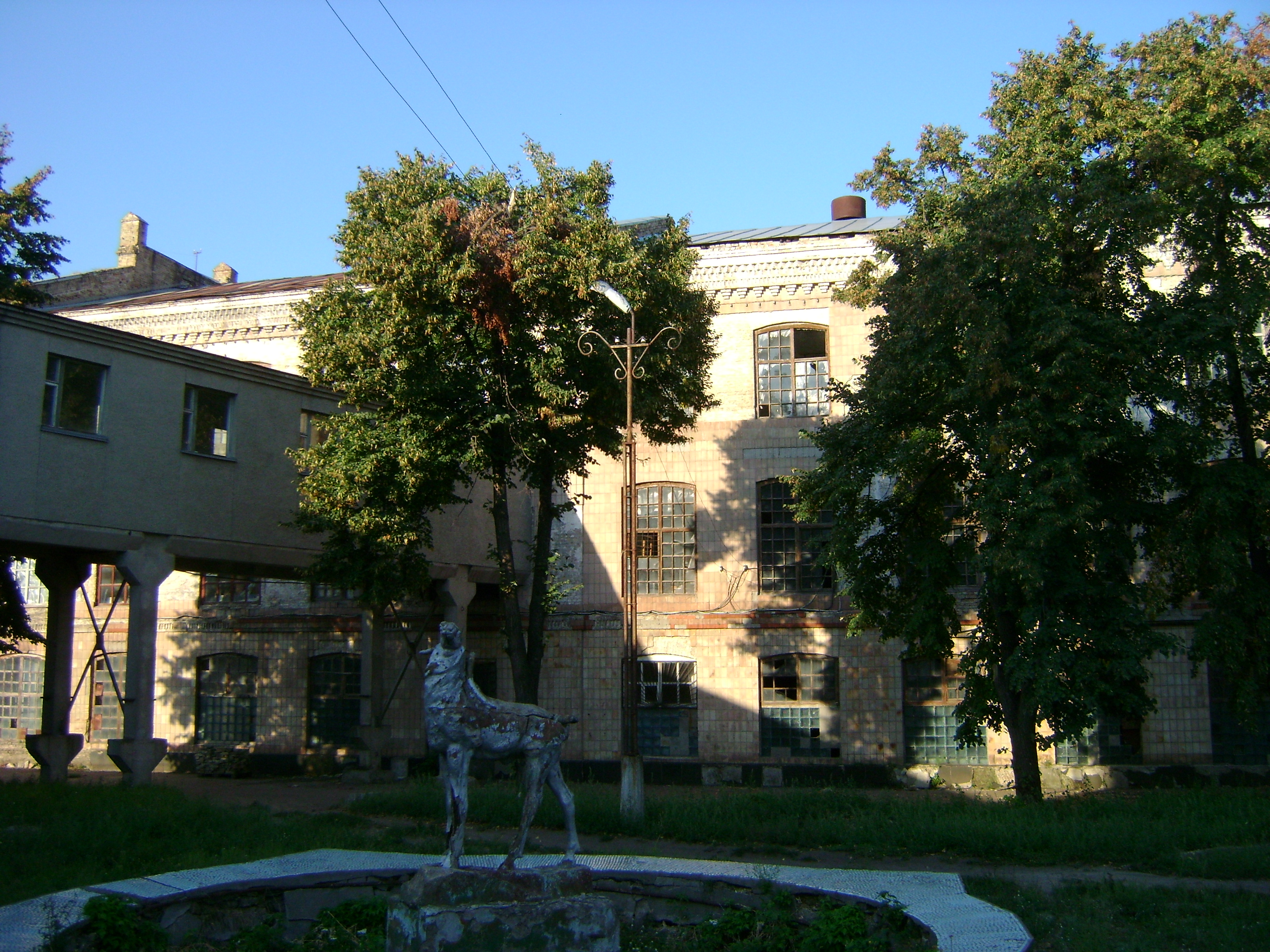
Черкаський рафінадний завод
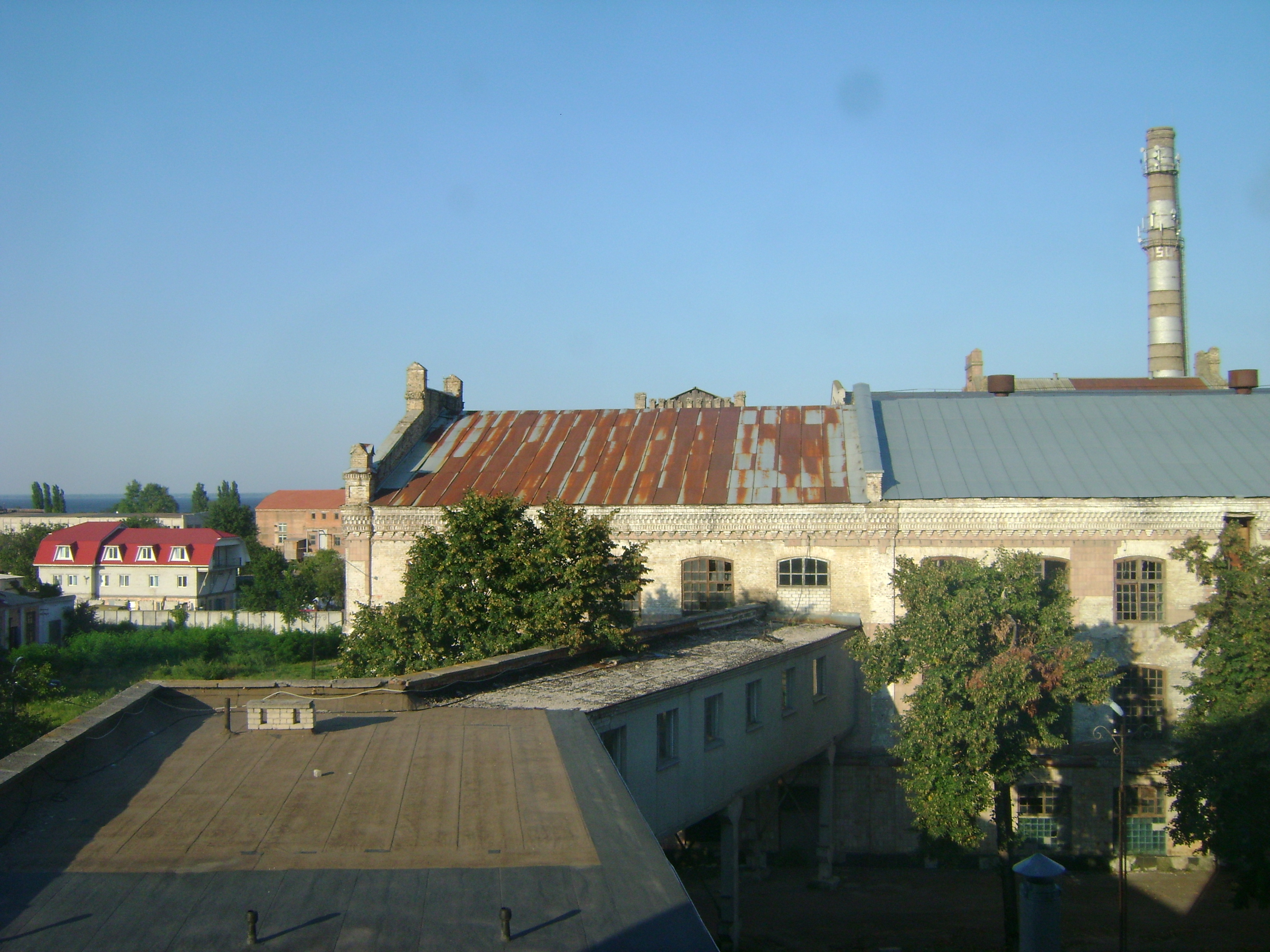
Черкаський рафінадний завод